# Ata solene da declaração de independência da América Setentrional

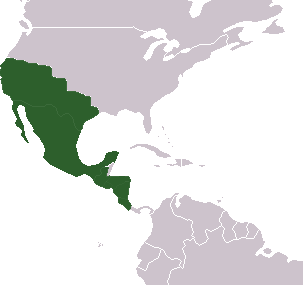
Território de América Setentrional declarado independente.

A Ata solene da declaração de independência da América Setentrional é o primeiro documento legal que proclama a independência do México (Nova Espanha) em relação à metrópole espanhola. Foi firmada em 6 de novembro de 1813 pelos deputados do Congresso de Chilpancingo, convocado por José María Morelos y Pavón na cidade de Oaxaca de Juárez, Oaxaca em julho do mesmo ano, e instalado na cidade de Chilpancingo, em 13 de setembro.